# Bohdan Wilamowski
Bohdan Wilamowski, ps. Bohdan Korolewicz (ur. 26 marca 1914 w Skurpiach, zm. 23 lutego 1985 w Kortowie) – polski działacz społeczny i polityczny, profesor Akademii Rolniczo-Technicznej w Olsztynie, poseł do Krajowej Rady Narodowej, na Sejm Ustawodawczy oraz II kadencji w PRL, żołnierz Batalionów Chłopskich, komendant obwodu Biała Podlaska Okręgu Lublin oraz Krosno-Jasło Okręgu Kraków tej organizacji.

## Życiorys
Pochodził z rodziny chłopskiej. Ukończył seminarium nauczycielskie w Działdowie (1933), gimnazjum w Toruniu (1934) oraz studia ekonomiczne w Szkole Głównej Gospodarstwa Wiejskiego i Szkole Głównej Planowania i Statystyki w Warszawie. W 1937 ukończył Szkołę Podchorążych Piechoty w Komorowie[wymaga weryfikacji?].
Brał udział kampanii wrześniowej jako podporucznik[wymaga weryfikacji?] Wojska Polskiego. Został ciężko ranny w walkach koło Modlina. W czasie okupacji niemieckiej działał w konspiracji. Był komendantem obwodów Batalionów Chłopskich początkowo obwodu Biała Podlaska Okręgu Lublin, później obwodu Krosno–Jasło Okręgu Kraków. W 1943 uczestniczył w utworzeniu konspiracyjnego Instytutu Mazurskiego i był członkiem tajnego Związku Mazurów. W tym czasie poślubił Bożenę z Sukertów, córkę Sukertowej-Biedrawiny.
W 1945 brał udział w reaktywowaniu Instytutu Mazurskiego w Olsztynie. Był działaczem ruchu ludowego (m.in. członkiem Naczelnego Komitetu SL, później m.in. wiceprezesem WK ZSL).
W 1946 został przewodniczącym Komisji Gospodarczej i Odbudowy Mazurskiej Wojewódzkiej Rady Narodowej. W latach 1947–1949 pełnił funkcję wicewojewody olsztyńskiego, w latach 1945–1946 był posłem do Krajowej Rady Narodowej. Pełnił funkcję posła na Sejm Ustawodawczy (1947–1952) i Sejm PRL II kadencji (1957–1961). Od 1961 do 1964 zasiadał w WRN, przewodnicząc Komisji Rolnej. W międzyczasie odbywał studia ekonomiczne w SGGW (1950–1953) i SGPiS w Warszawie (które ukończył w 1954).
Po odsunięciu z życia politycznego przez ówczesne władze poświęcił się karierze naukowej, w 1964 uzyskał doktorat, a 1967 habilitację w ART w Olsztynie, gdzie pracował na stanowisku profesora od 1973. Ogłosił kilkadziesiąt prac naukowych oraz popularnonaukowych, m.in. był współautorem wielu monografii powiatów. Pełnił różne funkcje naukowe i społeczne w ART oraz komitetach specjalistycznych PAN. Należał też do Instytutu Zachodniego i Polskiego Towarzystwa Historycznego. Współtworzył Stowarzyszenie Społeczno-Kulturalne „Pojezierze”, zasiadał też w Radzie Naukowej Ośrodka Badań Naukowych im. Wojciecha Kętrzyńskiego w Olsztynie oraz w kolegium redakcyjnym „Komunikatów Mazursko-Warmińskich”.
Zmarł nagle w 1985 podczas wygłaszania referatu w Kortowie. 

## Ordery i odznaczenia
- Order Krzyża Grunwaldu III klasy (12 czerwca 1946)[2]
- Krzyż Oficerski Orderu Odrodzenia Polski
- Krzyż Srebrny Orderu Virtuti Militari
- Krzyż Partyzancki
- Odznaka „Zasłużony Działacz Kultury”
- Złota Odznaka honorowa „Zasłużony dla Warmii i Mazur”
- Pamiątkowy Medal z okazji 40. rocznicy powstania Krajowej Rady Narodowej (1983)[3]

## Upamiętnienie
Jego imieniem nazwana jest jedna z ulic w Olsztynie.